# Inclusion scolaire
 (octobre 2021).
L’inclusion scolaire ou éducation inclusive est une démarche dont l'objectif est de rendre accessible l'école ordinaire à tous les enfants. Elle met l'accent sur l'adaptation de l'environnement scolaire ordinaire pour permettre l'accueil des élèves à besoins éducatifs particuliers (enfants en situation de handicap, en grande difficulté scolaire, à haut potentiel, allophones, malades). Ce principe s'inscrit dans l'approche du modèle social du handicap, prédominante dans le monde, qui postule que le handicap est le résultat de l'interaction entre les caractéristiques d'une personne (différente sur le plan corporel ou dans le fonctionnement) et un environnement physique et social spécifique. L'approche consiste donc à agir sur l'environnement scolaire pour le rendre accessible. 
Une éducation inclusive de qualité est à la fois un objectif en soi (objectif de développement durable 4) et un moyen d’atteindre tous les autres objectifs de développement durable, un guide pour assurer l’inclusion et l’équité dans l’éducation. 

## Principes

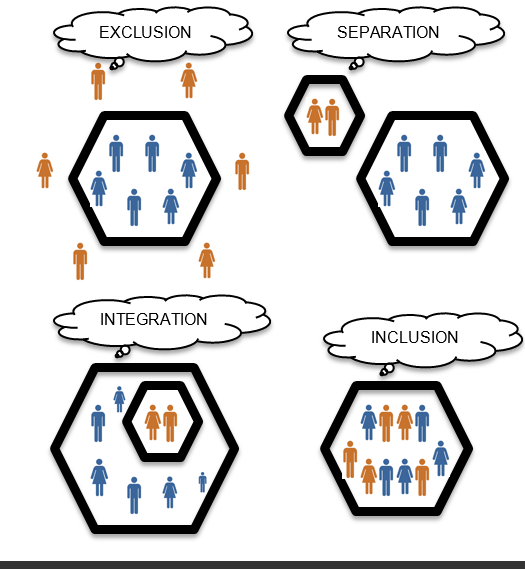
Descriptif des étapes qui mènent vers l'inclusion.

L’accès est le fait d’avoir la possibilité de se rendre à l’école ou tout autre lieu où peut être délivré une instruction. Pour l’instruction scolaire, l’objectif étant de pouvoir accueillir tous les enfants dans le système ordinaire, on peut se limiter à l’accès à l’école. Encore en France, essentiellement dans les DROM de nombreux enfants n’ont pas d’école où se rendre ou se voient l’accès refusé pour différentes raisons. D’après le 28e rapport annuel de la CNCDH (Commission nationale consultative des droits de l'homme), 80% des enfants vivant en bidonville ou en squat ne sont pas scolarisés. De nombreux pays ne parviennent pas à favoriser l’inclusion scolaire. C’est pourquoi en 2017, L’UNESCO publie un guide pour aider les pays de l’organisation à proposer une éducation de qualité pour tous. Pourtant, encore loin d’arriver à l’inclusion scolaire, l’accès à l’école est encore un doux rêve pour beaucoup d’enfants dans le monde.
L’accessibilité est le fait de faire tomber les barrières qui empêchent un élève d'accéder aux savoirs. D’après Catherine Reverdy, il existe deux façons de voir le handicap : le modèle individuel et le modèle social. Le modèle individuel, selon elle, se concentre sur les difficultés éprouvées par l’individu, sur ce qui l’éloigne de la norme. Le modèle social, plus récent, voit les points communs entre la personne atteinte d’un handicap et le reste de la société, il met en évidence les aménagements possibles de l’environnement pour diminuer les différences. L’accessibilité, elle, en ce qui concerne ces accompagnants, est l’ensemble des activités mises en place par l’aide pour diminuer l’emprise du handicap, travailler sur des points qui font défaut à l’enfant ; elle se traduit souvent par un renforcement scolaire spécifique.
Pour améliorer la qualité de l’éducation, il faut intégrer certains principes d’équité et d’inclusion dans la politique éducative, comme :
- valoriser la présence, la participation et la réussite de tous les apprenants;
- reconnaître les avantages de la diversité, apprendre à vivre avec et en tirer des enseignements ;
- documenter les obstacles qui entravent l’accès des enfants à l’éducation, à la participation et à la réussite, en accordant une attention particulière aux apprenants les plus à risque de sous-performance, de marginalisation ou d’exclusion ;
- faire comprendre à tous que des systèmes éducatifs plus inclusifs et équitables peuvent favoriser l’égalité des genres, réduire les inégalités, renforcer les moyens des enseignants et des systèmes, et favoriser la création d’environnements d’apprentissage propices.

## Historique
Avant l’inclusion, il existait trois autres termes : l’exclusion, la séparation et l’intégration. En effet, ces termes étaient utilisés pour les personnes atteintes de handicap ou de troubles.
La notion d’exclusion se traduit par le fait que les personnes en situation de handicap étaient volontairement exclues de la société du fait de leur différence. Ils étaient considérés comme des monstres. Les hospices, « cité des pauvres » étaient conçus pour accueillir les personnes atteintes de handicap. Un certain nombre d’entre eux étaient attachés par une camisole. Cependant, certaines personnes comme Abbé de l’Épée ou encore Valentin Haüy ont marqué un tournant dans l’histoire de l’avancée du handicap.
Apparaît par la suite, le terme de séparation. De ce fait, l’opinion des individus vis-à-vis du handicap s’est légèrement améliorée. On crée pour cela des asiles pour les réunir entre eux afin de s’en occuper d’une manière différente. En France, à Paris, le gouvernement lance en 1851 le premier recensement général des infirmes : pour cela on compte 37 000 aveugles, 75 000 borgnes, 29 000 sourds-muets, 45 000 aliénés, 42 000 goitreux, 44 000 bossus. En effet, à partir de 1789, ces personnes sont considérées comme des citoyens.(P. Hervois, 2016)
Le principe d’inclusion est hérité des mouvements pour les droits humains et dans les années 1960 et 1970, le terme intégration est peu à peu remplacé par celui d'inclusion.
Alors que l’intégration permettait aux personnes porteuses d’une différence de s’intégrer dans un système dit « normal », l’inclusion, quant à elle, ne fait plus la distinction des différences et place tous les individus dans une situation égalitaire. Ce changement de termes fait suite aux déclarations de l'ONU entre 1983 et 1992. De ce fait, chaque individu a des besoins communs mais aussi individuels. L’ONU a déclaré la décennie 1983-1992 comme celle étant « la décennie des Nations unies pour les personnes handicapées ».

## Public concerné
L’inclusion scolaire ne concerne pas uniquement des personnes atteintes d’un handicap, mais aussi les élèves à très haut QI, les élèves allophones et bien d’autres enfants qui, si on la prend dans son sens le plus large, n’ont pas ce qu’il faut pour rentrer “dans le moule” de l’école. Pour parvenir à l’inclusion, il est recommandé dans le rapport des défenseurs des droits de 2016, le premier à être entièrement consacré aux droits à l'éducation (J.Toubon, G. Avenard; 2016), que pour pallier l’une des entraves à l’inclusion des élèves allophones ou en difficultés sociales, il faut en parler dans la formation des professeurs: “systématiser la formation aux stéréotypes et aux discriminations dans la formation initiale et continue”. Il ne faut cependant pas rejeter la faute sur les enseignants qui sont confrontés à différents dilemmes en matière d’inclusion. Brahm Norwich en a identifié quatre : « L’accès et la qualité, l’équité et la justice sociale, les valeurs démocratiques et la participation, l’équilibre entre unité et diversité. » (C.Reverdy 2019). Ainsi, en devant sans cesse faire peser dans la balance différents facteurs, les enseignants sont à la fois les acteurs sur lesquels repose, le plus, cette inclusion et à la fois démunis car ils n’ont que rarement les moyens d’y parvenir.

## Place de l'apprenant
Le droit de tous les enfants à l’éducation est affirmé dans de nombreux traités et textes internationaux, juridiquement contraignants ou non. Les États ont l’obligation de respecter, de protéger et de garantir le droit de tous les apprenants à l’éducation.

### Dans l'enseignement d'éducation physique
En 2018, trois auteurs recensent quatre revues systématiques portant sur l’accueil des élèves en situation de handicap en éducation physique. Elles pointent toutes les attitudes des enseignants en éducation physique comme un problème important pour l’inclusion scolaire des élèves. De la première revue, il ressort que le manque de formation en éducation physique adaptée des enseignants et leur inexpérience auprès d’élèves en situation de handicap entrainent des attitudes souvent négatives
. La seconde considère que les enseignants en éducation physique seraient aptes à accueillir des élèves en situation de handicap seulement s’ils étaient conseillés par des personnes spécialisées dans ce secteur. La troisième revue juge que les principaux problèmes de l’éducation inclusive en éducation physique sont le niveau de formation des professeurs, l’expérience de l'inclusion, ainsi que le type de handicap à accueillir (par exemple, les enseignants ont des attitudes plus favorables envers l'accueil d'élèves atteints de troubles d’apprentissages que de troubles du comportement). Pour la quatrième, les attitudes dépendent du sentiment de compétence des tuteurs dans les pratiques inclusives ainsi que l’âge de l’élève et la sévérité de son handicap.

## Réglementations internationales
La législation est une part essentielle de l’élaboration d’un système d’éducation plus inclusif et équitable. Les réglementations internationales sont les suivantes :
- L'Organisation mondiale de la santé à travers le document The Standard Rules on the Equalisation of Opportunities for People with Disabilities (1993)[10], propose une stratégie globale afin de renforcer la prévention, réhabilitation et égalité d’opportunités des personnes handicapées. Les micro stratégies sont: la santé, la réhabilitation, la participation égalité et la formation du personnel qui travaille à ce type de programmes.
- La Convention on the Rights of Persons with Disabilities (CRPD) a été coordonnée par les Nations unies. Elle parle notamment de la reconnaissance, la non-discrimination, l’autonomie, l’indépendance et le droit de « participer aux processus de prises de décisions concernant les politiques et programmes »[11].
- La Convention internationale relative aux droits des personnes handicapées a pour philosophie de garantir la pleine jouissance aux personnes handicapées sans discrimination de tous les droits de l’homme et de toutes les libertés fondamentales[12].

De plus, de manière générale la convention mentionne les droits des personnes handicapées: accessibilité, droit à la vie, situation de risques et situations d’urgence humanitaire, reconnaissance de la personnalité juridique dans des conditions d’égalité, accès à la justice, liberté et sécurité de la personne, droit de ne pas être soumis à la torture ni à des peines ou traitements cruels, inhumains ou dégradants, droit de circuler librement et nationalité, autonomie de vie, mobilité personnelle, liberté d’expression, respect de la vie privée et de la famille. 
En matière d'éducation, cette convention œuvre pour permettre l'accès à l’éducation à travers une méthodologie pédagogique adaptée pour les personnes en situation de handicap. 
Finalement, la convention nomme les droits sur le travail, la santé et la participation à la vie politique et culturelle (CNCDH, 1997-2006). 
L'année 2019 fêtait le 30e anniversaire de la convention internationale relative aux droits de l’enfant qui prônait l’école pour tous. 
Depuis 1992, la journée internationale des personnes en situation de handicap est instaurée le 3 décembre par l'ONU.

## Applications par pays

### Canada
Le gouvernement fédéral n'a pas de responsabilité sur l'éducation et c'est au niveau des provinces que se sont développées de manière diverses les politiques d'inclusions qui se veulent la voie principale de scolarisation des élèves à besoins spécifiques.

### France
En France, le principe d'inclusion a été adopté par le système éducatif à la suite de la loi de refondation de l’école de 2013 qui applique au domaine scolaire l’orientation prise par la loi de 2005 pour l'égalité des droits et des chances, la participation et la citoyenneté des personnes handicapées. Son application s’appuie sur deux principes de la loi de 2005 sur le handicap : l’accessibilité et la compensation. Cette politique éducative est également appelée École inclusive, et fait suite à l’approche désignée sous le nom d’intégration scolaire,. En juillet 2011, avec la création de dispositif ULIS (Unité localisée pour l’inclusion scolaire), la notion d’intégration devient inclusion. Depuis la loi du 8 juillet 2013, le principe de l’inclusion scolaire de tous les enfants sans aucune distinction figure au 1er article du code de l’éducation. La loi sur l'école de la confiance du 22 janvier 2019 (amendement AC32) introduit officiellement la notion d'inclusion au détriment d'intégration. En 2023, le gouvernement français lance un « acte II » de l'école inclusive pour développer l'application des principe[réf. nécessaire]